# MG 3
MG3 là súng máy đa chức năng của Đức sử dụng đạn 7.62x51mm NATO. Thiết kế của vũ khí này có nguồn gốc từ súng máy MG 42 của quân đội Đức Quốc Xã sử dụng đạn 7.92x57mm Mauser từ thời Chiến tranh Thế giới II.
MG3 là tiêu chuẩn hóa vào cuối những năm 1950 và được thông qua sử dụng trong quân đội Tây Đức mới được thành lập, nơi mà nó tiếp tục phục vụ cho đến ngày nay như là một vũ khí hỗ trợ bộ binh và súng máy gắn trên các loại xe thiết giáp của Đức (như tăng Leopard 1 và Leopard 2). Vũ khí này và các phụ kiện của nó cũng đã được mua lại và sản xuất bởi các lực lượng vũ trang của hơn 30 quốc gia. Quyền sản xuất súng đã được mua bởi Ý (MG 42/59), Tây Ban Nha, Pakistan (MG 1A3), Hy Lạp, Iran, Sudan và Thổ Nhĩ Kỳ,...

## Lịch sử

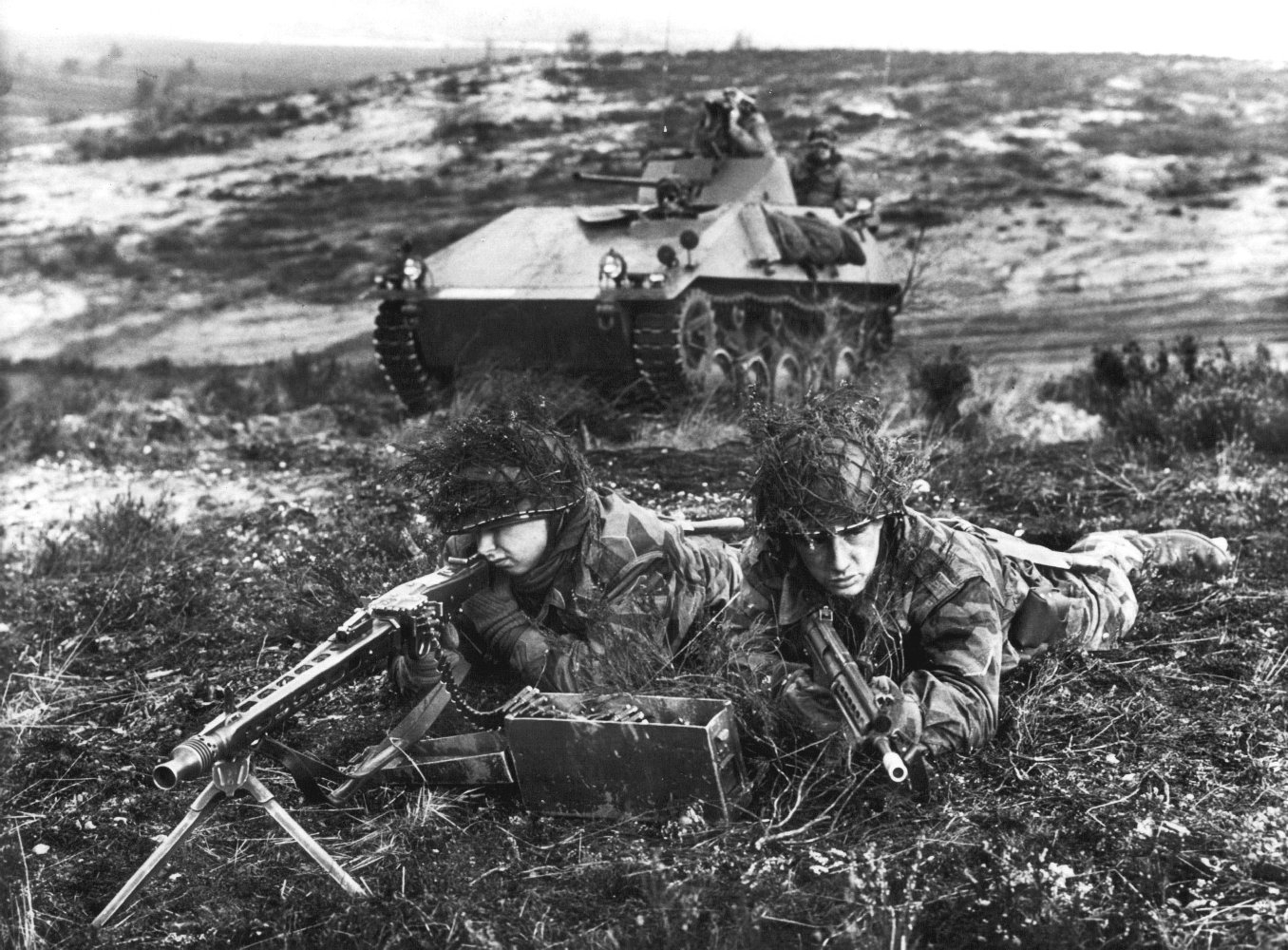
Chiến sĩ của quân đội Tây Đức tập trận vào năm 1960. Trong ảnh là tiền thân của MG3-biến thể MG 1A3. Người lính bên phải mang theo một khẩu súng trường chiến đấu Heckler & Koch G3. Ở phía sau là xe chở quân SPZ 11-2.

Sản xuất của các biến thể sau chiến tranh đầu tiên của MG 42 sử dụng đạn tiêu chuẩn của NATO (như MG 1) đã được đưa ra vào năm 1958 tại nhà máy vũ khí Rheinmetall theo yêu cầu của quân đội Tây Đức. Ngay sau đó, loại súng máy MG 42 của Đức Quốc Xã đã được sửa đổi, thêm nòng lót cờ-rôm và tâm ngắm chuẩn theo loại đạn mới, mô hình này được đặt tên là MG 1A1(hay còn gọi là MG 42/58).
Phát triển của MG 1A1 là MG 1A2 (MG 42/59), được trang bị một bộ khóa nòng mới to và nặng hơn rất nhiều so với bộ khóa nòng cũ (950 g so với 550 g của MG 1A1), một vòng đệm giảm ma sát và được điều chỉnh để sử dụng cả hai tiêu chuẩn của Đức là dây đạn DM1 và của Mỹ là dây đạn M13. Một cải tiến nửa về nòng của vũ khí, chân đế và các bu lông và kết quả là MG 1A3.
Đồng thời, tại một số nơi xảy ra chiến tranh súng máy MG 42 vẫn phục vụ và được chuyển đổi sang đạn tiêu chuẩn 7.62{\displaystyle \times }51 mm NATO và được gọi là MG 2.Năm 1968, MG3 đã được giới thiệu và đưa vào sản xuất. So với các MG1A3, MG3 có tính năng được cải thiện một cơ chế bắn với một băng đạn được giữ bởi một cái chốt để giữ vành đai súng trong khi các tấm nắp trên được nâng lên, khả năng phòng không gia tăng và có loại hộp đựng đạn mới. MG3s đã được sản xuất cho Đức và cho khách hàng xuất khẩu của Rheinmetall cho đến năm 1979. Một số sản xuất bổ sung của MG3 ở Đức được thực hiện bởi Heckler & Koch. MG3 và các biến thể của nó tất cả đều có thể chia sẻ của các bộ phận ở một mức độ cao với MG 42 ban đầu.

## Thiết kế chi tiết

### Cơ chế hoạt động

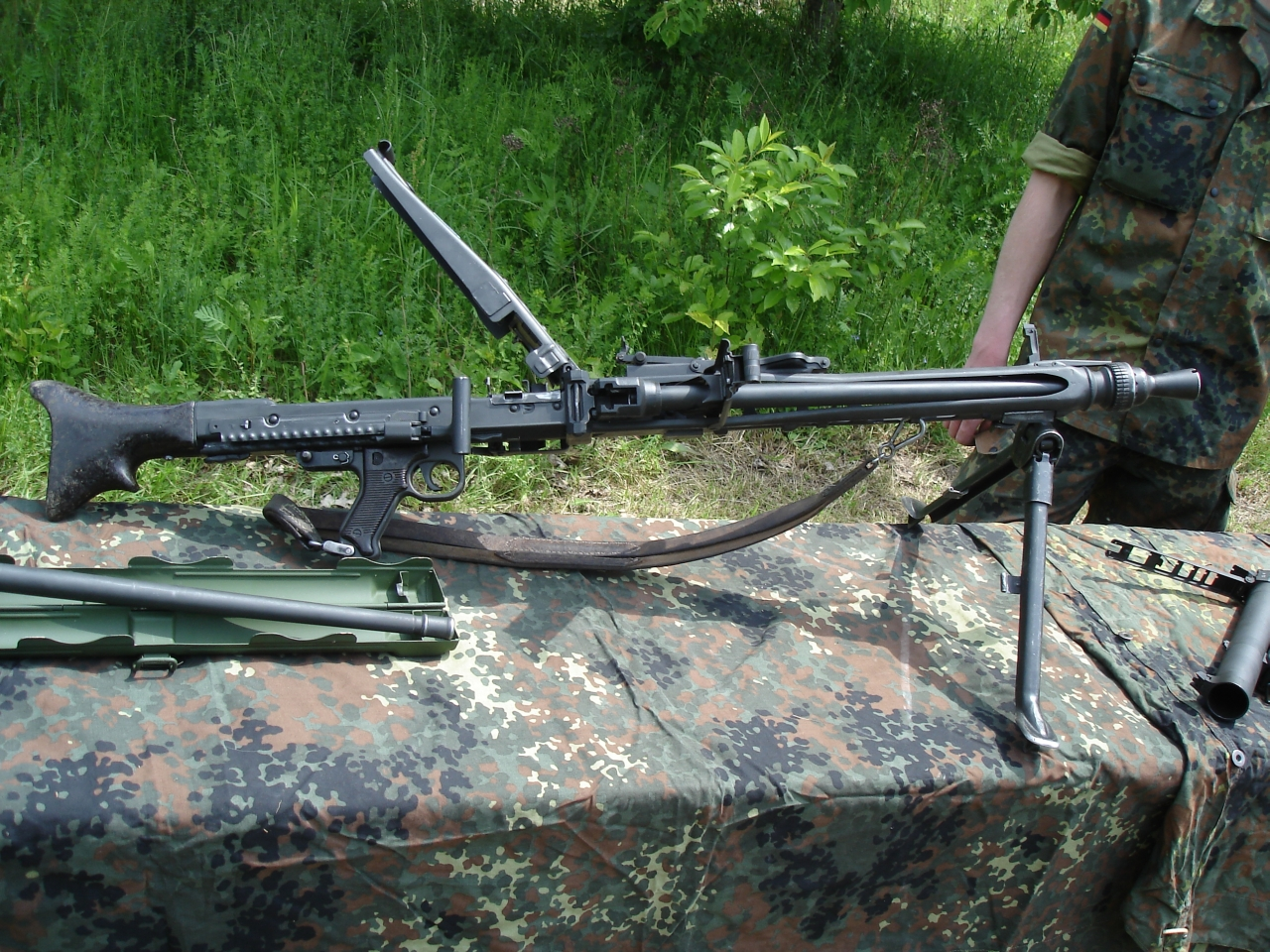
Một khẩu MG3 tháo hộp đạn của quân đội Đức.

MG3 là súng làm mát bằng không khí tự động, có băng đạn và có độ giật thấp.Nó có cơ chế khóa nòng bao gồm đầu bu lông, một đôi con lăn, hột đinh, bu lông chính và lò xo phản hồi. Bu lông được khóa an toàn do một đinh hình chữ V, trong đó lực lượng hai con lăn hình trụ có đầu bu lông ra ngoài.

### Tính năng
Súng máy có một cơ chế kích hoạt tự động duy nhất và an toàn qua chốt trong dạng một nút bấm được vận hành bởi xạ thủ (ở vị trí "an toàn", kim hỏa bị vô hiệu hóa). Vũ khí bắn được khi cơ chế này tắt. Tỷ lệ tuần hoàn có thể được thay đổi bằng cách cài các bu lông khác nhau và các lò xo giật.
MG3 có băng đạn nằm bên trái được giữ bởi một tấm kim loại phía trên, băng đạn 50 viên DM1 (có thể được kết hợp thành hộp đạn) hoặc băng đạn M13 hoặc DM6. Trong vai trò súng máy hạng nhẹ, MG3 được triển khai với một băng đạn 100 viên (hoặc 120 viên trong trường hợp băng đạn rã) được gắn bên trong một hộp đạn tổng hợp được phát triển bởi Heckler & Koch được gắn vào phía bên trái của xạ thủ. Hông phía sau của thùng đạn trong suốt và là một chỉ báo trực quan cho số lượng đạn dược có sẵn. Hệ thống lên đạn của súng được đặt ở mặt i. Hai pawls nguồn cấp dữ liệu được liên kết để kết thúc phía trước của cánh tay bởi một liên kết trung gian và di chuyển theo hướng ngược nhau, di chuyển các vành đai trong hai giai đoạn như tia di chuyển trở lại và chuyển tiếp trong quá trình đốt.

### Nòng súng

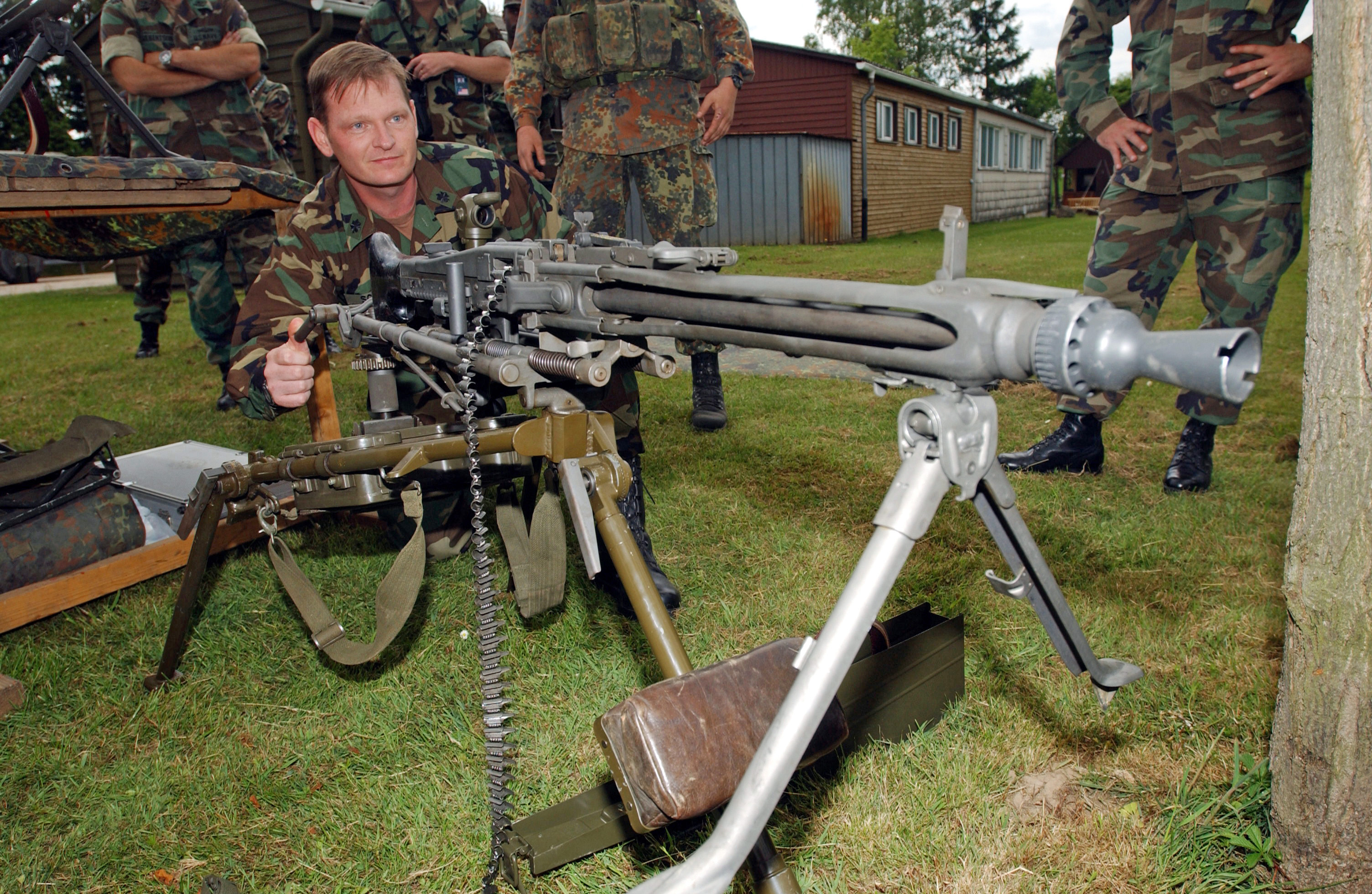
MG3 nhìn thấy ở đây trong vai trò súng máy hạng nặng, đặt trên một giá ba chân Feldlafette và được gắn một cảnh kính tiềm vọng quang học.

MG3 có thể thay đổi nòng một cách nhanh chóng, nòng có 4 rãnh xoắn với tỉ lệ cướp cò là 1:305 mm (01:12 in). Ngoài ra nòng MG3 cũng có thể là loại nòng rãnh đa giác. Nòng được tích hợp với hệ thống khóa nòng. Nòng được thay đổi thường xuyên trong quá trình bắn liên tục. Nòng quá nóng có thể thay đổi ra ngoài và có thể được gỡ bỏ bằng cách nâng hoặc xoắn súng. Một nòng được làm mát sau đó có thể tiếp tục được đưa vào bắn tiếp. Một thiết bị nòng được gắn vào đầu nòng súng và nó hoạt động như giảm tia tia lửa, giảm tiếng ồn.
Súng máy được trang bị với một báng polymer tổng hợp, bipod 1 gấp và điểm ruồi. Kể cả thiết bị flip-up chống máy bay.
Trong vai trò một súng máy hạng nặng MG3 được gắn trên một đế ba chân Feldlafette và trang bị với một kính tiềm vọng có thể được sử dụng để tham gia các mục tiêu gián tiếp.

## Biến thể

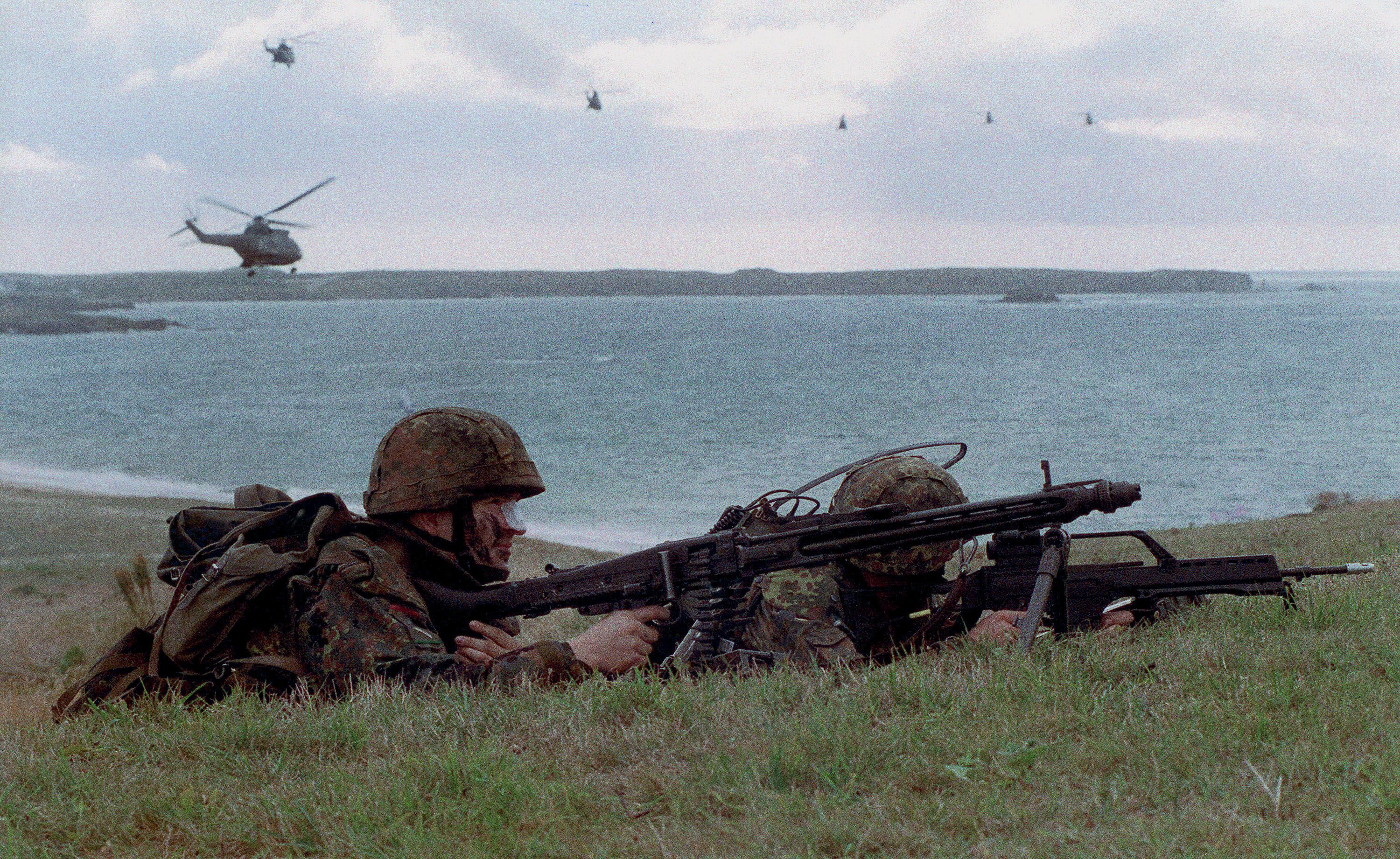
Hải quân Đức tập huấn với MG3 những năm 90.

- MG 1: Biến thể của MG 42 nhưng sử dụng đạn 7.62x51 mm NATO.
- MG 1A1 (MG 42/58): Là MG 1 nhưng điểm ngắm được điều chỉnh để phù hợp với loại đạn mới.
- MG 1A2 (MG 42/59): Biển thể của MG 1A1, sản phẩm được cải thiện với cổng suất tống máu dài, khóa nòng và vòng đệm ma sát.
- MG 1A3: Biến thể MG của 1A2; cải tiến tất cả các phần chính.
- MG 1A4: Biến thể của MG 1, sử dụng vỏ bọc gắn kết cố định
- MG 1A5: Biến thể của MG 1A3; cải tiến từ MG 1a3s sang MG1A4 tiêu chuẩn.
- MG 2: Được thiết kế để MG 42 bắn đạn 7.62x51 mm NATO.
- MG 3: Biến thể của MG 1A3.
- MG 3E: Biến thể MG 3, mô hình giảm trọng lượng (khoảng 1,3 kg hay nhẹ hơn), được sử dụng vào cuối những năm 1970 sau các thử nghiệm vũ khí nhỏ của NATO.
- MG 3kws: biến thể hiện đại của mg3
- MG14z:[5][6] Biến thể MG3 với 2 nòng súng

## Tham chiến
MG3 vẫn được sử dụng như vũ khí thứ cấp tiêu chuẩn hiện đại nhất trên xe bọc thép chiến đấu Đức (ví dụ như Leopard 2, Phz 2000, Marder), như là một vũ khí chính trên các phương tiện hạng nhẹ không bọc thép (ví dụ như xe tải chở quân MAN,ATF Dingo) và như là một vũ khí bộ binh trên đế hai chân cũng như giá đỡ ba chân. Tuy nhiên, các lực lượng vũ trang Đức sẽ loại bỏ MG 3 vào năm 2012, họ giới thiệu HK121 vào năm 2011.

## Các nước sử dụng
- Ả Rập Saudi[7]

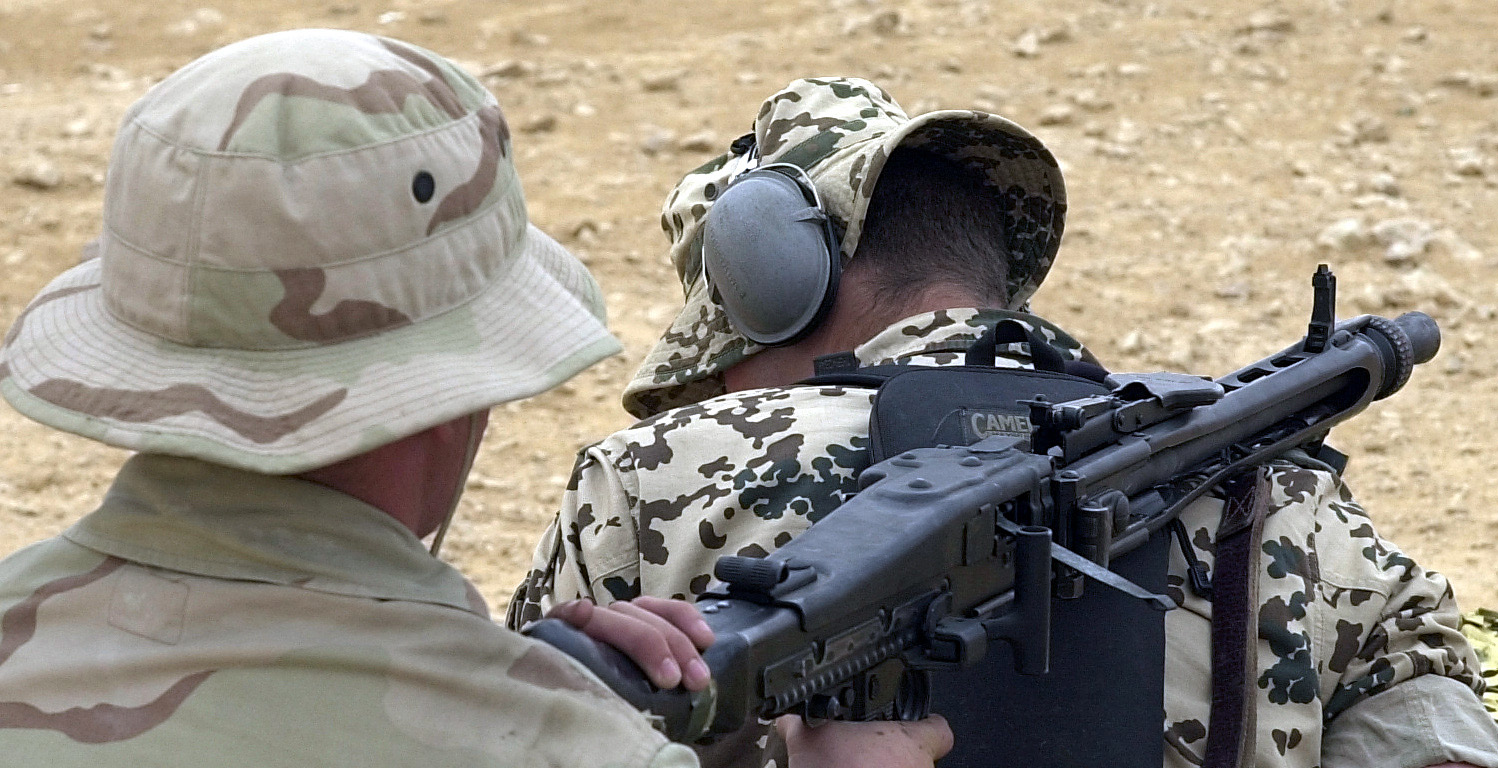
Lính Đức và lính Mỹ luyện tập với MG 3.

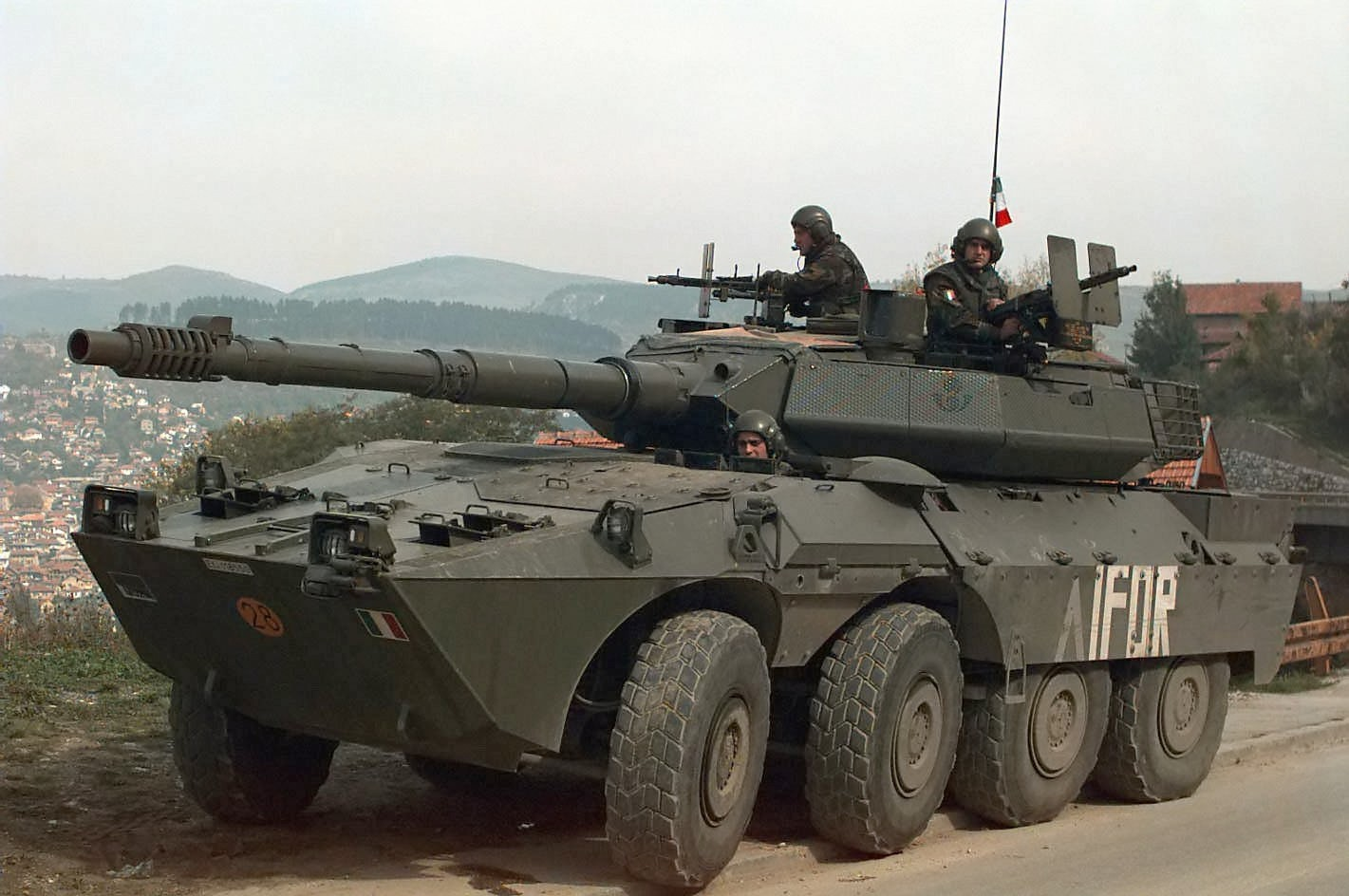
Ý sử dụng phiên bản MG 42/59 sản xuất bởi Beretta trên các phương tiện cơ giới và các loại máy bay. Ở đây là một chiếc B1 Centauro gắn MG 42/59.

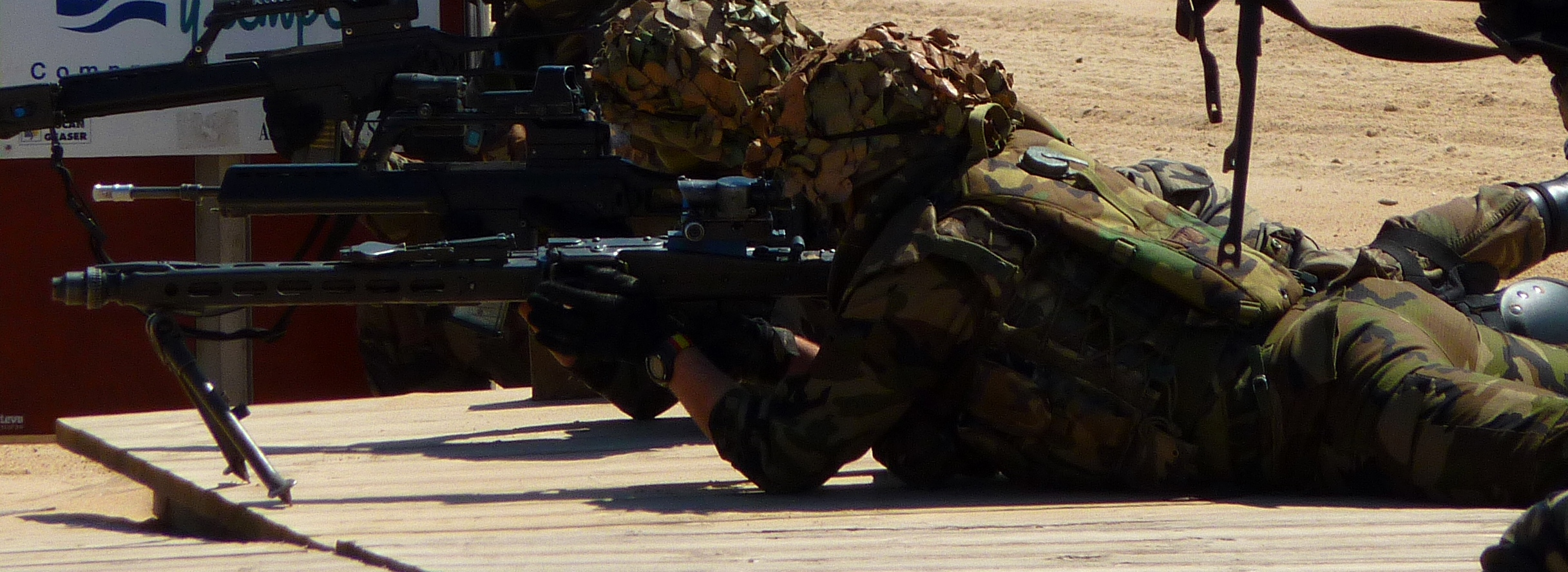
Hải quân Tây Ban Nha với MG3

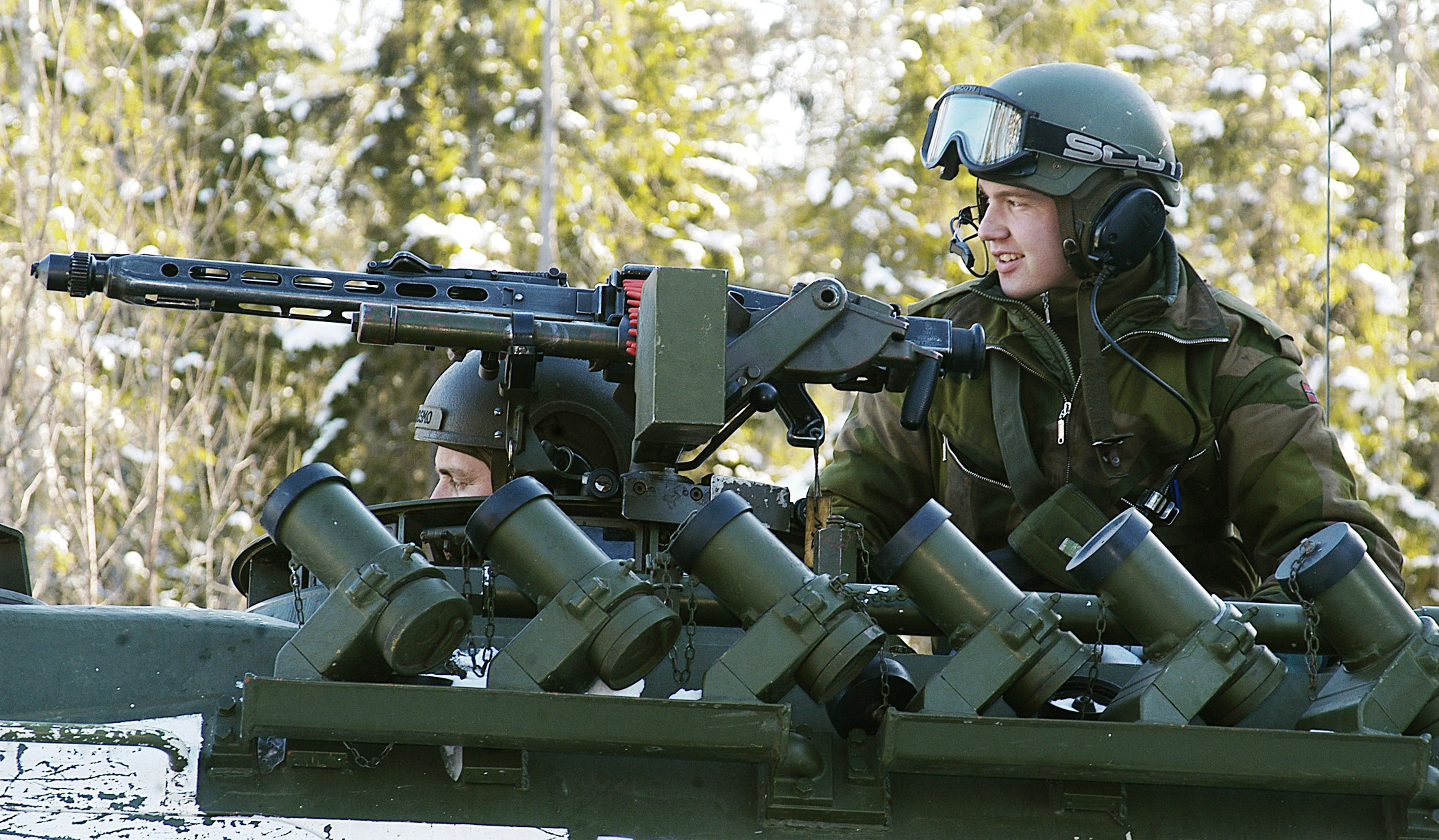
Một khẩu MG 3 gắn trên xe bọc thép của Na Uy.

- Áo: Sử dụng MG 74 là một biến thể MG42/59 được cấp phép từ Beretta và được sản xuất bởi Steyr Mannlicher. Tốc độ bắn của MG 74 là 850 viên/phút.[8]
- Argentina: MG3 được thông qua vào những năm 1960
- Ba Lan: Dùng trên xe tăng Leopard 2A4.[cần dẫn nguồn]
- Bangladesh: Được sử dụng bởi lực lượng bảo vệ biên phòng Bangladesh.[9]
- Bồ Đào Nha[10]
- Brasil: Sử dụng MG3 và MG3A1 trên Leopard 1 A5[11]
- Canada: Chỉ sử dụng trên 20 chiếc Leopard 2A6M nhập từ Đức.[12] Leopard 2 có được từ các nước khác thì sử dụng FN MAG.
- Cabo Verde[7]
- Chile[10]
- Đan Mạch: sử dụng MG 42/59 và được gọi là M/62.[13]
- Đức: Sử dụng bởi quân đội Đức.[7] Được lên kế hoạch thay thế bằng Heckler & Koch MG5 từ năm 2011.[14]
- Estonia[15] Được thiết kế như MG3. là phiên bản MG1A3 với ống ngắm phòng không.
- Hy Lạp: Có giấy phép sản xuất.[10][16]
- Iceland: Sử dụng bởi lực lượng quốc phòng Iceland
- Iran: Có giấy phép sản xuất[10][17]
- Litva: Lực lượng vũ trang Litva.[18]
- México: Có giấy phép sản xuất của SEDENA tại México.[19]
- Myanma[7]
- Na Uy[7]
- Pakistan: Có giấy phép sản xuất bởi nhà máy Ordnance Pakistan ở Wah Cantt.[10][20]
- Phần Lan: Được gọi là MG3 7,62 KK, sử dụng trên xe tăng Leopard 2 và trực thăng NH90.[21]
- São Tomé và Príncipe[7]
- Sudan: Made by Military Industry Corporation as the Karar.[22]
- Tây Ban Nha: Sản xuất có giấy phép.[10]
- Thổ Nhĩ Kỳ: Được sản xuất bởi MKEK ở Kırıkkale theo giấy phép từ năm 1974[23] cho các lực lượng vũ trang Thổ Nhĩ Kỳ và đội hiến binh Thổ Nhĩ Kỳ.[24]
- Thụy Điển: Sử dung trên xe tăng Leopard 2 và Sử dụng cho Bộ binh[25]
- Togo[7]
- Úc: MG3 được sử dụng từ năm 1976 tới 2007 như là một vũ khí phòng không của quân đội Úc trên xe tăng chiến đấu chủ lực Leopard AS1.[26]
- Ukraine: Nhận viện trợ từ phương Tây trong cuộc xâm lược Ukraine của Nga năm 2022.[27]
- Ý: Sản xuất có giấy phép bởi Beretta, được gọi là MG42/59[10][28]
- Azerbaijan: Mua một số ít những khẩu MKEK MG3 từ Thổ Nhĩ Kỳ

## Tư liệu tham khảo
- Ezell, Edward C. (1988). Small Arms Today 2nd Edition. Harrisburg, PA: Stackpole Books.
- (tiếng Ba Lan) Woźniak, Ryszard (2001). Encyklopedia najnowszej broni palnej—tom 3 M-P. Warsaw, Poland: Bellona. ISBN 83-11-09311-3.